# Per Petterson
Per Petterson, född 18 juli 1952 i Oslo, är en norsk författare. Han är uppvuxen i Veitvet i Oslo, numera bosatt i Høland i Akershus. 
Petterson är utbildad bibliotekarie. Han har arbetat som bokhandlare, översättare och litteraturkritiker. Pettersons tidiga böcker fick uppmärksamhet av kritikerna men det var först med den många gånger prisbelönta Ut og stjæle hester 2003 (Ut och stjäla hästar, 2005) fick han sitt stora genombrott. Boken har sålts i 700 000 exemplar i hela världen. Han är översatt till flera språk.
Petterson har blivit nominerad till Nordiska rådets litteraturpris två gånger. Första gången 1997 för romanen Til Sibir och andra gången 2009 då han fick priset för Jeg forbanner tidens elv. Til Sibir har varit nominerad till International IMPAC Dublin Literary Award.
2006 mottog han tillsammans med översättaren Anne Born ett av de mer prestigefyllda prisen för översatt litteratur i Storbritannien, Independent Foreign Fiction Prize, för romanen Ut og stjæle hester. 2007 mottog han International IMPAC Dublin Literary Award för samma roman.

## Priser och utmärkelser
- 1987 – Sarpsborgpriset
- 1993 – Språklig samlings litteraturpris
- 1996 – Oktoberpriset
- 2000 – Bragepriset för I kjølvannet
- 2003 – Bokhandlarpriset för Ut og stjæle hester
- 2003 – Kritikerpriset för Ut og stjæle hester
- 2006 – Le Prix Littéraire Européen Madeleine Zepter för Pas facile de voler des chevaux (Ut og stjæle hester)
- 2006 – Le Prix Mille Pages för Pas facile de voler des chevaux
- 2007 – The International IMPAC Dublin Literary Award för Out stealing horses
- 2007 – Prix des Lecteurs de littérature européenne för Pas facile de voler des chevaux
- 2008 – Bragepriset för Jeg forbanner tidens elv
- 2008 – Kritikerpriset för  Jeg forbanner tidens elv
- 2009 – Nordiska rådets litteraturpris för Jeg forbanner tidens elv
- 2012 – Bokhandlarpriset för Jeg nekter
- 2016 – Doblougska priset
- 2016 – Aschehougpriset